# Arthur Eichengrün

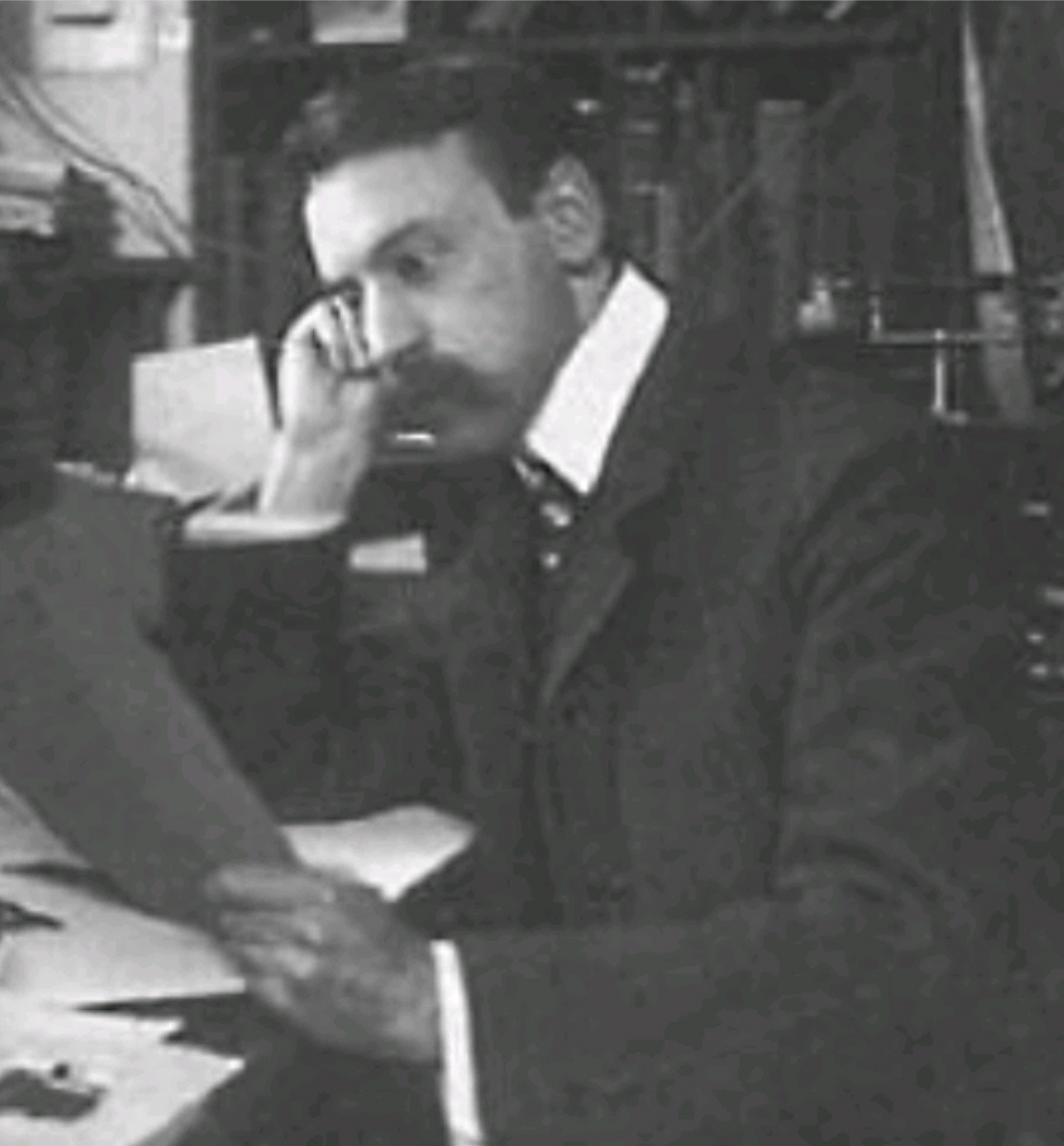
Arthur Eichengrün bei Bayer (ca. 1900)

Ernst Arthur Eichengrün (* 13. August 1867 in Aachen; † 23. Dezember 1949 in Bad Wiessee) war ein deutscher Chemiker.

## Leben
Eichengrün wurde als Sohn eines jüdischen Textilhändlers und -fabrikanten geboren und besuchte das Kaiser-Karls-Gymnasium in Aachen. Nach dem Abitur 1885 begann er an der Technischen Hochschule Aachen ein Chemiestudium und wurde Mitglied des Akademischen Vereins der Chemiker, Berg- und Hüttenleute, des späteren Corps Montania. Zum Wintersemester 1887/1888 setzte er das Studium an der Technischen Hochschule (Berlin-)Charlottenburg bei Carl Liebermann fort. Im Wintersemester 1888/1889 kehrte er an die Aachener Hochschule zurück und schrieb dort bis 1890 bei Alfred Einhorn seine Dissertation Über das Methoxy-dioxy-Dihydrocarbostyril (Kokain-ähnliches Lokalanästhetikum). Danach nahm er eine Stelle als wissenschaftlicher Assistent bei Carl Graebe in Genf an.
1892 begann er eine Tätigkeit bei dem Unternehmen C. H. Boehringer in Ingelheim am Rhein, wo er sich mit der Reinisolierung von Kokain beschäftigte. 1893 wechselte er zum Unternehmen Balzer & Cie. in (Berlin-)Grünau und kurz danach zum Unternehmen des Apothekers Ludwig Clamor Marquart in (Bonn-)Beuel (heute Degussa AG, Werk Marquart). 1894 heiratete er in erster Ehe Elisabeth geb. Fechheimer (* 1874) und trat aus der jüdischen Gemeinde aus.
Ab 1. Oktober 1896 erhielt er im 1890 gegründeten Pharmakologischen Laboratorium der Farbenfabriken vorm. Friedr. Bayer & Co. in Elberfeld eine Leitungsfunktion. Nach nur einem halben Jahr übernahm diese am 1. April 1897 Heinrich Dreser. Seine Kollegen waren Jürgen Callsen, Otto Bonhoeffer, Karl Demeler, Rudolph Berendes, Felix Hoffmann und ein Jahr später Fritz Hofmann, der bei Bayer ab 1906 den ersten künstlichen Kautschuk entwickelte.
Zum 1. Oktober 1901 wechselte Eichengrün bei Bayer in eine neue Abteilung zur Entwicklung von Verfahren der Celluloseacetat-Herstellung und -Anwendung.
1908 verließ er das Unternehmen und gründete in Berlin das eigene Cellon-Laboratorium Dr. A. Eichengrün, das 1919 in Cellon-Werke Dr. Arthur Eichengrün umbenannt wurde. Der Name bezieht sich auf den von Eichengrün 1909 entwickelten und patentierten Kunststoff Cellon auf Celluloseacetat-Basis.
Auf dem Obersalzberg bei Berchtesgaden besaß Eichengrün ein Ferienhaus nahe dem späteren Anwesen von Adolf Hitler, in dem er bis in die Zeit des Nationalsozialismus hinein den Sommer verbrachte.
Eichengrüns Unternehmen wurde 1938 von den Nationalsozialisten „arisiert“. Aufgrund seines Ansehens und seiner einflussreichen Kontakte blieb er selbst jedoch frei und konnte seine Forschungen zu Hause fortsetzen. Nach dem Zwangsverkauf seiner Cellon-Werke 1939 siedelten Arthur und Lucia Eichengrün nach München um und wohnten dort bis 1940 im Regina-Palast-Hotel.
1943 wurde Eichengrün inhaftiert und zu vier Monaten Haft verurteilt, weil er es unterlassen hatte, in einem Brief an einen Reichsfunktionär seinem Namen den für Juden vorgeschriebenen Beinamen Israel hinzuzufügen. Im Mai 1944 wurde er aufgrund desselben Vorwurfs erneut verurteilt und in das KZ Theresienstadt deportiert. Dort verbrachte er 14 Monate bis zum Ende des Zweiten Weltkriegs. Nach seiner Befreiung kehrte er nach Berlin zurück. Eichengrün verließ die Stadt jedoch schon 1948 in Richtung des bayerischen Bad Wiessee. Dort starb er im folgenden Jahr im Alter von 82 Jahren. Aus seinen insgesamt drei Ehen gingen sechs Kinder hervor.

## Leistungen
Während seiner Tätigkeit bei L. C. Marquart entwickelte er zur Wunddesinfektion verschiedene Addukte des Iodoforms, besondere Bedeutung erlangten das Jodoformin (Addukt von Jodoform und Urotropin) und das Jodoformal (Addukt von Jodoformin mit Ethyljodid). Hierbei sicherte er sich am 8. November 1895 das Patent für Großbritannien.
Unter der Abteilungsleitung von H. Dreser gelang ihm mit den Bayer-eigenen Eiweißen Albumose und Somatose am 10. August 1897 die Herstellung von Silber- und Eisenaddukten. Silberalbumose wurde nach klinischer Prüfung unter der Handelsmarke Protargol vermarktet und verschaffte ihm lange Zeit hohe Gewinnbeteiligungen im In- und Ausland. Später folgte zusammen mit R. Berendes noch ein Zinkgelatose-Präparat.
1898 befasste sich Eichengrün mit der Chlormethylierung von Salicylsäure und 1899 mit der Bildung von Ethern hieraus sowie deren pharmakologischen Bedeutung.
Ab Mitte 1898 prangerte er in einer Serie von Publikationen in der Zeitschrift für Angewandte Chemie die inflationäre Entwicklung ungeprüfter Pharmawirkstoffe an, hierbei nannte er auch zahlreiche Wirkstoffe aus der eigenen Abteilung.
Bis 1902 betreute er die wissenschaftliche Darstellung neuer Wirkstoffe in der Fachliteratur. Die letzte Publikation sowie ein privat angemeldetes US-Patent 1175791 zur Celluloseacetatverarbeitung beendeten 1908 letztlich seine Karriere bei Bayer. Sein Doktorvater Alfred Einhorn begann zu diesem Zeitpunkt mit umfangreichen Forschungsarbeiten über Salicylsäure-Derivate.
1901 entwickelte er in einer anderen Abteilung zusammen mit K. Demeler unter der Handelsmarke Edinol (griech. „klar“) auch einen neuartigen Photoentwickler, ein rauchloses Blitzpulver, und meldete die ersten Verfahren zur Celluloseacetat-Produktion an. 1905 wurde letzteres als Cellit vermarktet.
1905 entdeckte Eichengrün die dosierte Freisetzung von gasförmigem Formaldehyd bei Reaktion eines Gemischs von wässrigen Peroxiden mit festem Paraformaldehyd. Dieses als Autan-Verfahren bekannt gewordene Desinfektionsverfahren wurde von Bayer zum Patent angemeldet.
Eichengrün war insgesamt an 47 Patenten beteiligt. Der Kunststoff Cellon wurde von ihm entwickelt. Außerdem zählen „Schallplatten aus Cellon“ zu den Erfindungen Eichengrüns, die jedoch oft über den Streit um die Erfindung des Aspirins übersehen werden.

## Acetylsalicylsäure-Urheberschaft
„Der 1894 bei den FFB eingestellte Felix Hoffmann forschte an der Salicylsäure, synthetisierte daraus 1897 Acetylsalicylsäure, aus der unter Mithilfe seines Kollegen Arthur Eichengrün das 1899 patentierte Aspirin entstand.“

Eichengrün wurde einem breiteren Publikum hauptsächlich bekannt durch den Streit um die Frage, wer den Syntheseprozess für reine und damit pharmakologisch geeignete Acetylsalicylsäure (ASS) entwickelte. Er war nach eigener Behauptung, aber ohne Nachweis, (und eventuell zusammen mit Felix Hoffmann) Erfinder dieses Wirkstoffs vieler Schmerztabletten. In der Standardliteratur wird die Synthese medizinisch reiner Acetylsalicylsäure im Jahr 1897 Felix Hoffmann, einem jungen Chemiker von Bayer, zugeschrieben.
In einem Brief an die I.G. Farben (als Rechtsnachfolgerin der Farbenfabriken) während der letzten Tage seiner KZ-Inhaftierung sowie in einer 1949 veröffentlichten Arbeit beanspruchte Eichengrün die Verantwortung für die Planung und Koordination Aspirins sowie einiger benötigter Hilfsstoffe. Er habe zudem die ersten heimlichen klinischen Tests mit ASS vorgenommen. Hoffmanns Arbeit sei eine rein ausführende Tätigkeit gewesen. Dessen Aufgabe sei allein die erstmalige Synthese gewesen, die auf Eichengrüns Prozess beruhte. Weitere von Nationalsozialisten propagierte ASS-Erfinder seien an der Entwicklung überhaupt nicht beteiligt gewesen.
Eichengrüns Version der Ereignisse wurde ignoriert, bis Walter Sneader von der Abteilung Pharmazeutische Wissenschaften der University of Strathclyde in Glasgow den Fall 1999 erneut untersuchte. Er hält Eichengrüns Darstellung für überzeugend: Ihm gebühre die Ehre der Erfindung von ASS. Bayer bestritt 1999 diese Theorie in einer Pressemitteilung und schrieb die ASS-Synthese weiterhin Hoffmann zu. In der Jubiläumsschrift 125 Jahre Bayer wurde Eichengrün 1988 mehrfach erwähnt, nicht jedoch in Zusammenhang mit Aspirin. Ein noch vorhandenes Laborprotokoll aus dem Jahr 1897 belegt jedoch die Beteiligung Eichengrüns.

## Kunstsammlung
Arthur Eichengrün baute eine „wertvolle[…], wenn auch konventionellen Geschmack zeigende[…] Kunstsammlung“ auf, die die Zeit des Nationalsozialismus und den Zweiten Weltkrieg fast vollständig überstand. Sie wurde nach seinem Tod 1950 in Berlin versteigert.

## Auszeichnungen
- 1929: Ehrendoktorwürde der Technischen Hochschule Hannover (als Dr.-Ing. E.h.), die ihm jedoch wenige Jahre später aus rassistischen Gründen wieder aberkannt wurde[49]
- 1948: Ehrendoktorwürde der Technischen Hochschule Berlin (als Dr. rer. nat. h. c.)